# Bitz
Bitz è un comune tedesco di 3 785 abitanti,, situato nel land del Baden-Württemberg.

## Altri progetti

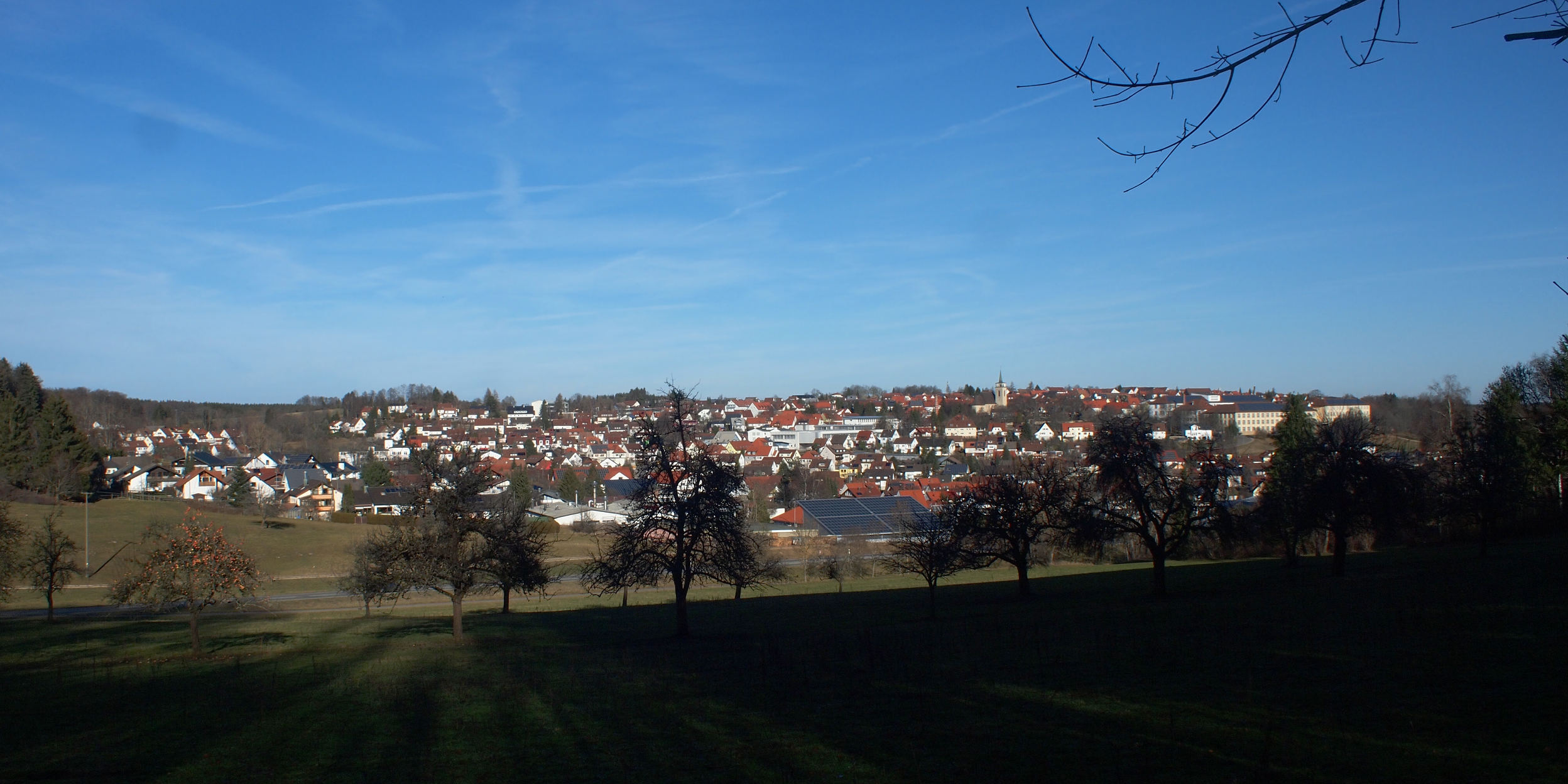
Bitz